# Campeloma decampi
Campeloma decampi är en snäckart som först beskrevs av W. G. Binney 1865.  Campeloma decampi ingår i släktet Campeloma och familjen sumpsnäckor. IUCN kategoriserar arten globalt som sårbar. Inga underarter finns listade i Catalogue of Life.